# Neeltje Andries
Neeltje Andries, född 1527, död 1603, var en nederländsk timmerhandlare i Schiedam. Hon är namnkunnig som en av huvudfigurerna i en omtalad häxprocess, som utspelade sig 1591–1593, avslutades med hennes frikännande och som påverkade det senare lagförfarandet kring häxprocesser i Nederländerna. 

## Biografi
Neeltje Andries gifte sig med först med timmerhandlaren Maarten Paulusz (d. 1593) och därefter 1599 i Schiedam med Floris Eewoudsz. van Colster (ca 1527–1601). Hon var från 1558 bosatt i Schiedam, där hon drev en framgångsrik timmerhandel tillsammans med sin förste make. Hon åtalades 1587 första gången för trolldom, men överklagade och blev frikänd. Det står klart att hon var en borgare med allmänt rykte som respektabel, vilket i dåtida rättssystem var till hjälp. Även hennes medåtalade Marytje Arendsdr frigavs genom samma metod.
1591 åtalades hon ännu en gång. Hon begärde att hennes namn skulle rentvås av högsta domstolen. Flera borgare svor på hennes oskuld. Högsta domstolen tillät att åtalet drevs vidare till rättegång, men förbjöd användandet av tortyr, vilket fick till följd att hon vägrade erkänna de brott hon åtalades för. Istället hänvisade hon till sitt goda namn, vilket på den tiden var en effektiv strategi. Hennes make avled medan hon satt fängslad, men hon lyckades undvika att hennes affärsverksamhet konfiskerades. Hon blev slutligen frikänd 1593.

## Efterspel
Efter hennes frikännande försvårades möjligheten att hålla häxprocesser avsevärt i Nederländerna, något som hade en hämmande effekt och ledde till att endast några få fall efter hennes är kända. 